# کارکس اموری

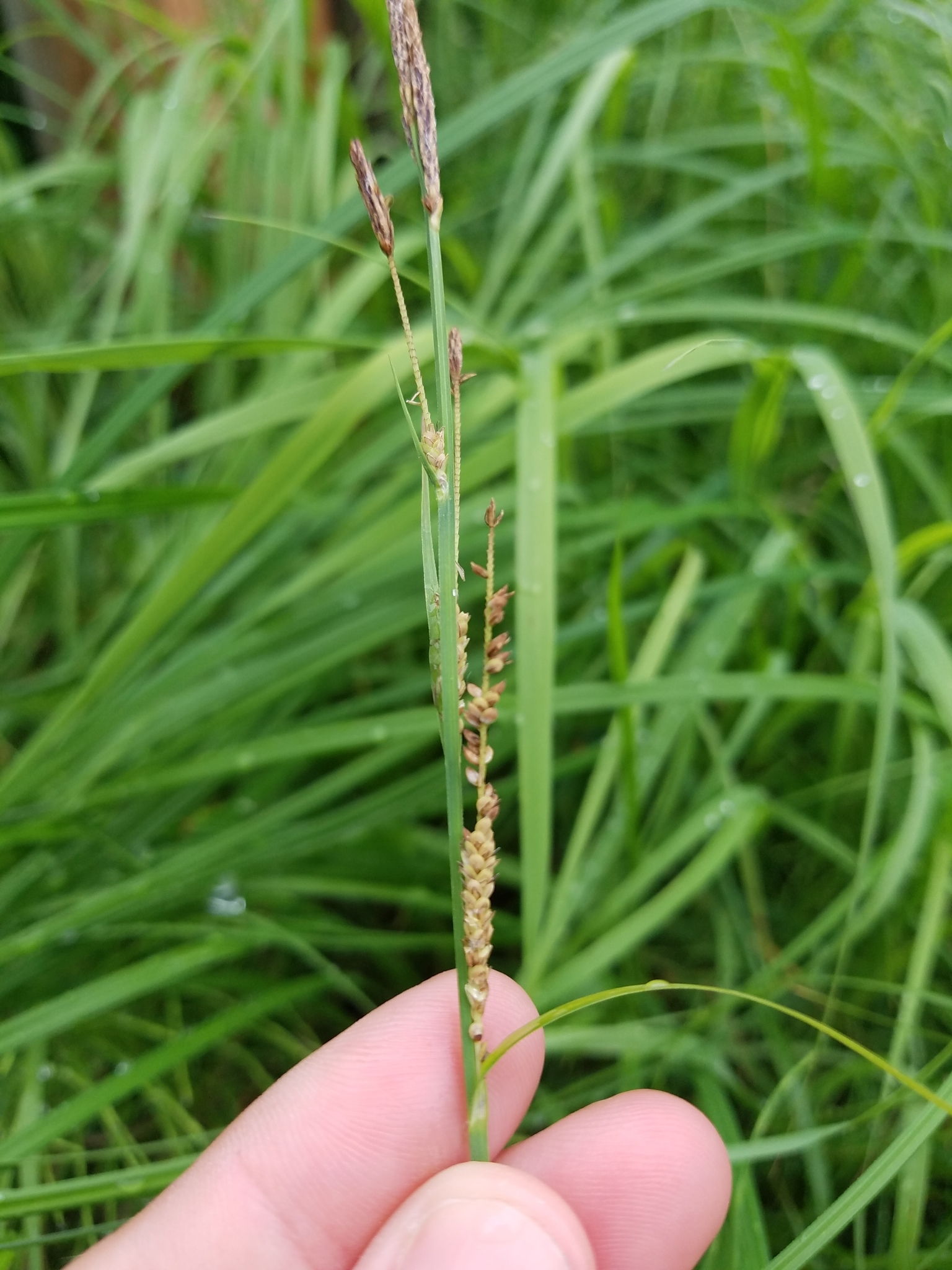
کارکس اموری

کارکس اموری (نام علمی: Carex emoryi) نام یک گونه از سرده جگن است.